# Меморіал жертвам політичних репресій московського комуністичного режиму в Україні

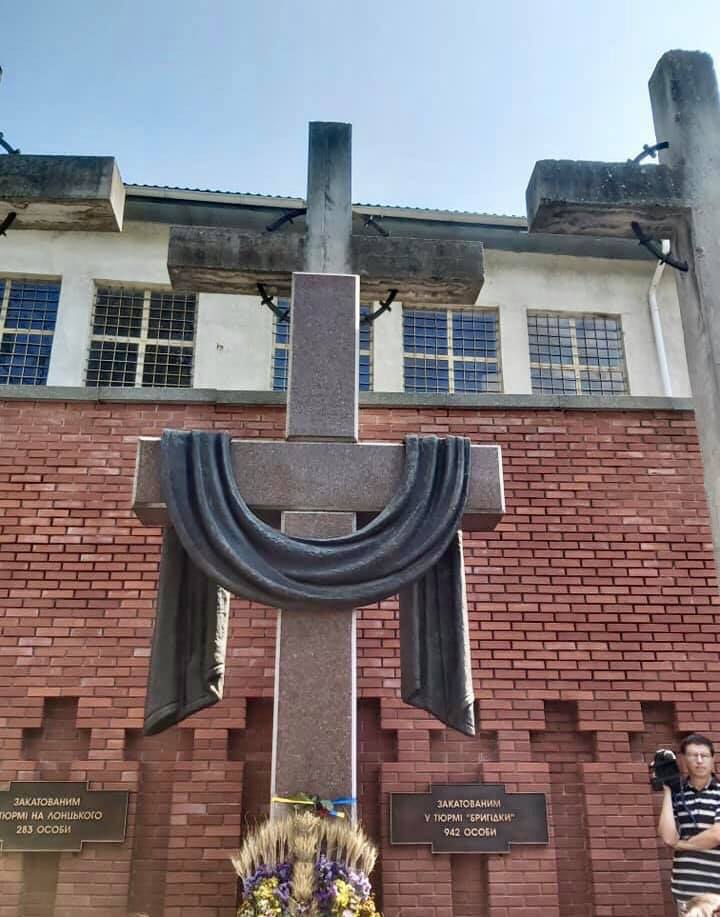
Центральна частина меморіалу

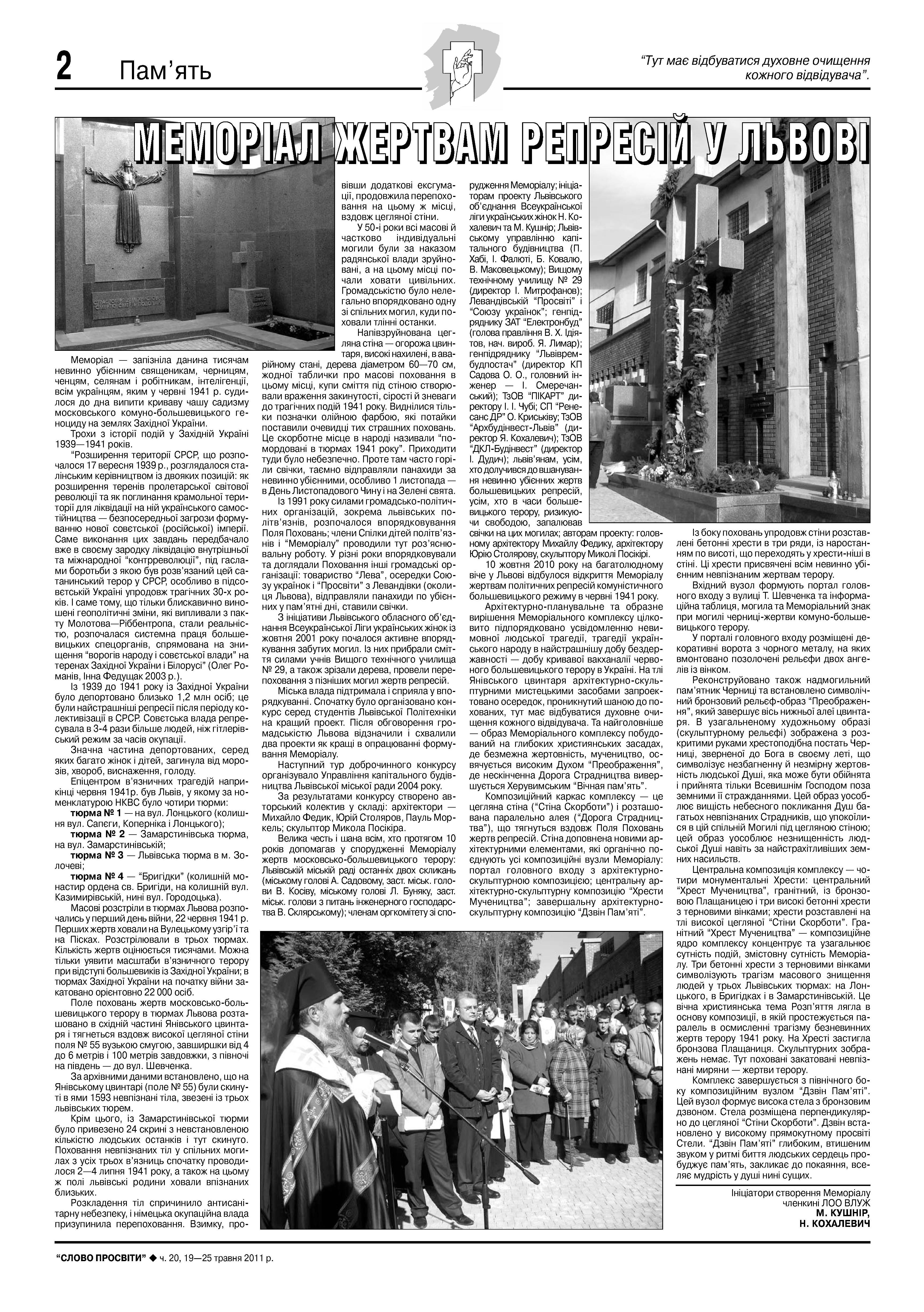
Стаття у газеті «Слово Просвіти» про відкриття меморіалу

Меморіа́л же́ртвам політи́чних репре́сій моско́вського комуністи́чного режи́му в Украї́ні — меморіальний комплекс в пам'ять про тисячі людей, які 1941 року стали жертвами комуністичного режиму на землях західної України. Меморіал розташований на полі поховань № 55 Янівського цвинтаря.
Меморіал жертвам політичних репресій російсько-комуністичного більшовицького режиму в червні 1941 року відкрито 10 жовтня 2010 року на багатолюдному вічі у м. Львові.
Архітектор — Михайло Федик та Юрій Столяров. Скульптор — Микола Посікіра.
Завершальну частину меморіалу, архітектурно-скульптурну композицію «Дзвін Пам'яті» відкрито 31 серпня 2019 року.

## Передісторія
Поле поховань жертв московсько-большевицького терору в тюрмах Львова розташоване в східній частині Янівського цвинтаря й тягнеться вздовж високої цегляної стіни поля № 55 вузькою смугою, завширшки від 4 до 6 метрів і 100 метрів завдовжки, з півночі на південь — до вулиці Шевченка.
За архівними даними встановлено, що на Янівському цвинтарі (поле № 55) було скинуто в ями 1593 невпізнані тіла, звезені із трьох львівських тюрем.
Крім цього, із Замарстинівської тюрми було привезено 24 скрині з невстановленою кількістю людських останків і тут скинуто. Поховання невпізнаних тіл у спільних могилах з усіх трьох в'язниць спочатку проводилося 2—4 липня 1941 року, а також на цьому ж полі львівські родини ховали впізнаних близьких.
Розкладення тіл спричинило антисанітарну небезпеку, і німецька окупаційна влада призупинила перепоховання. Взимку, провівши додаткові ексгумації, продовжила перепоховання на цьому ж місці, вздовж цегляної стіни.
У 1950-і роки всі масові й частково індивідуальні могили було за наказом радянської влади зруйновано, а на цьому місці почали ховати цивільних. Громадськість нелегально впорядкувала одну зі спільних могил, куди поховали тлінні останки.
Відтоді й до часів незалежності місце те було в занедбаному стані: напівзруйнована огорожа цвинтаря, купи сміття під стіною. Виднілися тільки позначки олійною фарбою, які потайки поставили очевидці тих страшних поховань. В народі це місце називали «помордовані в тюрмах 1941 року». Там часто горіли свічки, таємно відправляли панахиди за невинно убитими, особливо 1 листопада — в День Листопадового Чину і на Зелені свята.
Із 1991 року силами громадсько-політичних організацій, зокрема львівських політв'язнів, розпочато впорядковування Поля Поховань; члени Спілки дітей політв'язнів і «Меморіалу» проводили тут роз'яснювальну роботу. У різні роки впорядковували та доглядали Поховання інші громадські організації: товариство «Лева», осередки Союзу українок і «Просвіти» з Левандівки (околиця Львова), відправляли панахиди за вбитими в пам'ятні дні, ставили свічки.
З ініціативи Львівського обласного об'єднання ВЛУЖ Всеукраїнська Ліга Українських Жінок із жовтня 2001 року почалося активне впорядкування забутих могил. Із них прибрали сміття силами учнів Вищого технічного училища № 29, а також зрізали дерева, провели перепоховання з пізніших могил жертв репресій.
Міська влада підтримала і сприяла у впорядкуванні. Спочатку було організовано конкурс серед студентів Львівської Політехніки на кращий проект. Після обговорення громадськістю Львова відзначили і схвалили два проекти як найкращі в опрацюванні формування Меморіалу.
Наступний тур доброчинного конкурсу організувало Управління капітального будівництва Львівської міської ради 2004 року.
За результатами конкурсу створено авторський колектив у складі: архітектори — Михайло Федик, Юрій Столяров, Пауль Моркель; скульптор Микола Посікіра.
Ініціатори проекту: Львівське об'єднання Всеукраїнської ліги українських жінок Н. Кохалевич та М. Кушнір; Автори проекту: головний архітектор Михайло Федик, архітектор Юрій Столяров, скульптор Микола Посікіра.
10 жовтня 2010 року на багатолюдному віче у Львові відбулося відкриття Меморіалу жертвам політичних репресій комуністичного большевицького режиму в червні 1941 року.
Завершальну частину меморіалу, архітектурно-скульптурну композицію «Дзвін Пам'яті» відкрито 31 серпня 2019 року.

## Структура комплексу
Композиційний каркас комплексу — це цегляна стіна («Стіна Скорботи») і розташована паралельно алея («Дорога Страдництва»), що тягнуться вздовж Поля Поховань жертв репресій. Стіна доповнена новими архітектурними елементами, які органічно поєднують усі композиційні вузли Меморіалу: портал головного входу з архітектурно-скульптурною композицією; центральну архітектурно-скульптурну композицію «Хрести Мучеництва»; завершальну архітектурно-скульптурну композицію «Дзвін Пам'яті».
Із боку поховань упродовж стіни розставлені бетонні хрести в три ряди, із наростанням по висоті, що переходять у хрести-ніші в стіні. Ці хрести присвячені всім невинно убитими невпізнаним жертвам терору.
Вхідний вузол формують портал головного входу з вулиці Т. Шевченка та інформаційна таблиця, могила та Меморіальний знак при могилі черниці-жертви комуно-большевицького терору.
У порталі головного входу розміщені декоративні ворота з чорного металу, на яких вмонтовано позолочені рельєфи двох ангелів із вінком.
Реконструйовано також надмогильний пам'ятник Черниці та встановлено символічний бронзовий рельєф-образ «Преображення», який завершує вісь нижньої алеї цвинтаря. В узагальненому художньому образі (скульптурному рельєфі) зображена з розкритими руками хрестоподібна постать Черниці, зверненої до Бога в своєму леті, що символізує незбагненну й незмірну жертовність людської Душі, яка може бути обійнята і прийнята тільки Всевишнім Господом поза земними її стражданнями.
Центральна композиція комплексу — чотири монументальні Хрести: центральний «Хрест Мучеництва», гранітний, із бронзовою Плащаницею і три високі бетонні хрести з терновими вінками; хрести розставлені на тлі високої цегляної «Стіни Скорботи». Гранітний «Хрест Мучеництва» — композиційне ядро комплексу концентрує та узагальнює сутність подій, змістовну сутність Меморіалу. Три бетонні хрести з терновими вінками символізують трагізм масового знищення людей у трьох Львівських тюрмах: на Лонцького, в Бригідках і в Замарстинівській. На Хресті застигла бронзова Плащаниця. Скульптурних зображень немає. Тут поховані закатовані невпізнані миряни — жертви терору.
Комплекс завершується з північного боку композиційним вузлом «Дзвін Пам'яті». Цей вузол формує висока стела з бронзовим дзвоном. Стела розміщена перпендикулярно до цегляної «Стіни Скорботи». Дзвін встановлено у високому прямокутному просвіті Стели. «Дзвін Пам'яті» має глибокий, втишений звук у ритмі биття людських сердець.